# Groot-Lagos
Groot-Lagos of Lagos Metropool Regio of Lagos-Ogun Metropool Regio is een grootstedelijke gebied rondom de stad Lagos in Nigeria.
Een officiële definitie of afbakening is er niet. Het metropoolgebied bestaat grofweg uit de gehele staat Lagos en de zuidelijke helft van de staat Ogun. De laatste volkstelling was in 2006. Sindsdien is het metropoolgebied flink gegroeid, echter lopen de schattingen over het huidige inwoneraantal uiteen. 
Volgens citypopulation.de wordt in 2025 de bevolking in het metropoolgebied van Lagos-Ogun geschat op 21,3 miljoen mensen en is het na Caïro de grootste agglomeratie van Afrika en behoort het tot de grootste agglomeraties ter wereld.
Enkele grote voorsteden in het metropoolgebied zijn Abeokuta, Agege, Apapa, Ifo, Ijebu-Ode, Ikeja, Ikorodu en Ojo.